# Jonas Kendall
Jonas Kendall (* 27. Oktober 1757 in Leominster, Worcester County, Province of Massachusetts Bay; † 22. Oktober 1844 ebenda) war ein US-amerikanischer Politiker. Von 1819 bis 1821 vertrat er den Bundesstaat Massachusetts im US-Repräsentantenhaus.

## Werdegang
Jonas Kendall genoss eine akademische Schulausbildung und arbeitete danach in Leominster in der Papierherstellung. Politisch wurde er Mitglied der Ende der 1790er Jahre von Alexander Hamilton gegründeten Föderalistischen Partei. Von 1800 bis 1801 sowie von 1803 bis 1807 war er Abgeordneter im Repräsentantenhaus von Massachusetts. In den Jahren 1808 bis 1811 saß er im Staatssenat. Zeitweise gehörte er der Schulkommission seiner Heimatstadt an. Im Jahr 1816 war er bei den Präsidentschaftswahlen Wahlmann seiner Partei für deren erfolglosen Bewerber Rufus King.
Bei den Kongresswahlen des Jahres 1818 wurde Kendall im zwölften Wahlbezirk von Massachusetts in das US-Repräsentantenhaus in Washington, D.C. gewählt, wo er am 4. März 1819 die Nachfolge von Solomon Strong antrat. Da er bei der Nachwahl im Jahr 1820 nicht bestätigt wurde, konnte er bis zum 3. März 1821 nur eine Legislaturperiode im Kongress absolvieren. Im selben Jahr wurde Kendall nochmals Abgeordneter im Repräsentantenhaus von Massachusetts. 1822 gehörte er dann dem Regierungsrat von Massachusetts an. Ansonsten war er weiterhin in der Papierindustrie tätig. 
Jonas Kendall starb am 22. Oktober 1844 in seinem Heimatort Leominster. Sein Sohn Joseph (1788–1847) wurde ebenfalls Kongressabgeordneter.